# Deformitat en var
Una deformitat en var és una angulació excessiva cap a dins (angulació medial, és a dir, cap a la línia mitjana del cos) del segment distal d'un os o articulació. El contrari del var (o varus) s'anomena valgus.
Els termes varus i valgus es refereixen a la direcció que apunta el segment distal de l'articulació.
Per exemple, en una deformitat en valg del genoll, la part distal de la cama per sota del genoll està desviada cap a fora, en relació amb el fèmur, donant lloc a un aspecte de genolls arquejats.
En canvi, una deformitat en var al genoll provoca una cama arquejada amb la part distal de la cama desviada cap a dins, en relació amb el fèmur. Tanmateix, en relació amb la línia mitjana del cos, l'articulació del genoll està desviada cap a la línia mitjana.

## Terminologia
La terminologia pot resultar confusa a causa de l'etimologia de les paraules "varus" i "valgus".
- Els termes varus i valgus són d'origen llatí, però de manera confusa, els seus significats originals contradiuen el seu ús actual. En l'ús modern, una deformitat en var del genoll es refereix a les cames arquejades, però en l'original llatí, varus significava "genolls en X".[1][2] De manera similar, mentre que una deformitat en valg del genoll actualment descriuria els genolls en X, el significat llatí original era "cames arquejades".[3][4]
- L'aplicació d'aquests termes en forma d'adjectiu a altres parts del cos per part de la comunitat mèdica ha fet que les seves definicions canviïn, de manera que ara es refereixen a l'angle del segment distal (és a dir, impacte en valg en una fractura de coll femoral de Garden I).
- És correcte referir-se a una deformitat de genolls en X tant com a deformitat en var al maluc (coxa vara) com a deformitat en valg al genoll (genu valgum), tot i que la terminologia habitual és anomenar-ho simplement genoll en valg.

Quan la terminologia s'aplica a un os en lloc d'una articulació, es descriu el segment distal de l'os. Per exemple, una deformitat en var de la tíbia (com en una fractura de la diàfisi tibial amb deformitat en var) significa que el segment distal de la tíbia està en una alineació en var en comparació amb el segment proximal.

## Exemples
- Maluc: coxa vara — l'angle entre el cap i la diàfisi del fèmur es redueix, provocant una coixesa.[5]
- Genoll: genu varum (del llatí genu = genoll) — la tíbia es gira cap a dins en relació amb el fèmur, resultant en una deformitat de cames arquejades.
- Turmell: talipes varus (del llatí talus = turmell i pes = peu). Un subtipus notable és el Peu equinovar, on un o ambdós peus estan rotats cap a dins i cap avall.[6][7]
- Dit del peu: hallux varus (llatí hallux = dit gros del peu) — desviació cap a dins del dit gros del peu, allunyant-se del segon dit.
- Colzes: cubitus varus (llatí cubitus = colze) — colzes girats cap a dins